# Punto caldo di Anahim

Il percorso del punto caldo di Anahim negli ultimi 14,5 milioni di anni.

Il  punto caldo di Anahim è un punto caldo situato nella parte centro-occidentale della Columbia Britannica, nella parte occidentale del Canada. 
Si tratta di uno dei pochi punti caldi del Nord America, che ha causato la formazione della cintura vulcanica di Anahim, una catena lunga circa 300 km costituita da vulcani e altre formazioni magmatiche che sono andate incontro a erosione nel corso del tempo. La catena si estende dalla comunità di Bella Bella a ovest fino alla cittadina di Quesnel a est. Anche se la maggior parte dei vulcani sono il frutto dell'attività geologica ai margini delle placche tettoniche, il punto caldo di Anahim è situato a centinaia di chilometri di distanza dal margine tettonico più vicino. 
L'esistenza del punto caldo fu proposta negli anni 1970 in base alla classica ipotesi di John Tuzo Wilson, in base alla quale un singolo e fisso pennacchio del mantello aveva dato luogo alla formazione di una serie di vulcani che, quando la loro sorgente di alimentazione ha cominciato ad esaurirsi in seguito al movimento della placca nordamericana, sono diventati progressivamente inattivi e quindi sono andati incontro ad un processo di erosione nel corso di milioni di anni. Un'ipotesi più recente, pubblicata nel 2001 dalla Geological Society of America, suggerisce che il punto caldo di Anahim sia stato alimentato da un pennacchio del mantello superiore, invece che da un pennacchio di profondità come teorizzato da Wilson. È stata elaborata anche un'immagine tomografica del pennacchio, che mostra che esso si trova ad una profondità di circa 400 km. Questa misura potrebbe tuttavia essere sottostimata in quanto è possibile che il pennacchio si origini a profondità maggiori.
Un'attività vulcanica risalente a 14,5 milioni di anni fa è stata associata al punto caldo di Anahim, con l'ultima eruzione avvenuta attorno a 8.000 anni fa. Questo vulcanismo ha prodotto rocce che mostrano una distribuzione di composizione bimodale. Nel periodo di deposizione di queste rocce, la crosta terrestre era in fase estensionale e di sollevamento tettonico. In periodi successivi l'attività del punto caldo si è evidenziata solo sotto forma di terremoti e emissioni vulcaniche gassose.